# 磁控溅射
磁控溅射或磁控溅射法、磁控溅射技术（英語：magnetron sputtering）是在溅射的基础上，运用靶板材料自身的电场与磁场的相互电磁交互作用，在靶板附近添加磁场，使得二次电子电离出更多的氩离子，增加溅射效率。磁控溅射分为平衡式与不平衡式。这种技术应用于材料镀膜。其中高功率脉冲磁控溅射（ 或 ）近来使用较为普遍。

## 参阅
- 高功率脉冲磁控溅射